# R257 (Russland)
Die R257 Jenissei ist eine russische Fernstraße im Süden Sibiriens. Sie führt von Krasnojarsk in südlicher Richtung am Westufer des Krasnojarsker Stausees des namensgebenden Jenissei entlang nach Abakan (Hauptstadt von Chakassien), weiter rechts des Jenissei nach Kysyl (Hauptstadt von Tuwa) und weiter nach Zagan-Tolgoi an der Grenze zur Mongolei. Sie ist 1111 Kilometer lang.
Der Teil der Straße von Abakan bzw. Minussinsk ins Gebiet der heutigen Republik Tuwa wurde seit dem 19. Jahrhundert Us-Trakt (russisch Усинский тракт/ Ussinski trakt) genannt, nach dem Us, einem Nebenfluss des Jenissei, durch dessen Tal die Straße streckenweise verläuft. Auf diesem Weg erfolgte gegen Ende des 19. Jahrhunderts die Kolonisierung des noch zu China gehörenden nördlichen Teils Tuwas durch russische Umsiedler, genannt Us-Region (Ussinski krai). Heute wird diese Bezeichnung manchmal inoffiziell für die gesamte R257 verwendet.
Die Straße erhielt die Nummer R257 im Jahr 2010. Zuvor trug sie die Nummer M54.

## Verlauf
Region Krasnojarsk
0 km – Krasnojarsk, Abzweigung von der R255 Baikal
35 km – Diwnogorsk
162 km – Balachta
243 km – Nowosjolowo
Republik Chakassien
292 km – Perwomaiskoje
327 km – Snamenka
390 km – Tschernogorsk
408 km – Abakan, Abzweigung der (ehemaligen) A161 über Abasa nach Ak-Dowurak
Region Krasnojarsk
430 km – Minussinsk
476 km – Kasanzewo
508 km – Jermakowskoje
543 km – Grigorjewka
650 km – Aradan
Republik Tuwa
721 km – Turan
795 km – Kysyl, Abzweigung der (ehemaligen) A162 nach Ak-Dowurak
893 km – Balgasyn
959 km – Samagaltai
1011 km – Ersin
1052 km – Zagan-Tolgoi
1063 km – Grenze zur Mongolei